# Lake Matilda
Der Lake Matilda ist ein Gebirgssee im Southland District der Region Southland auf der Südinsel von Neuseeland.

## Namensherkunft
Der See wurde 1928 von A. Leigh Hunt nach seiner Mutter benannt, die seinerzeit ernsthaft erkrankt war.

## Geographie
Der Lake Matilda befindet sich auf einer Höhe von 897 m, rund 1,6 km westlich des 1598 m hohen Mount George und rund 3 km östlich des Deep Cove, der ein östlicher Arm des Doubtful Sound/Patea ist. Mit einer Flächenausdehnung von rund 21,8 Hektar erstreckt sich der See über eine Länge von rund 780 m in Ostnordost-Westsüdwest-Richtung und misst an seiner breitesten Stelle rund 450 m in Nordnordwest-Südsüdost-Richtung. Der Seeumfang beträgt rund 2,1 km.
Gespeist wird der See durch einen Zufluss von einem etwas höher gelegenen rund 5,8 Hektar großen unbenannten See und einigen wenigen Gebirgsrinnsalen. Die Entwässerung des Sees findet an seinem westlichen Ende zum Lake Lucy und über diesem und einem namenlosen Bach in den Deep Cove des Doubtful Sound/Patea statt.